# Andrea Rubei
Andrea Rubei (Roma, 20 dicembre 1966) è un giocatore di calcio a 5 italiano.
Ritenuto tra i migliori calcettisti italiani di sempre, con 97 reti detiene il record di marcature con la nazionale italiana.

## Carriera

### Club
Originario del quartiere Monteverde, dopo una breve parentesi nel calcio (che praticò fino alla categoria Promozione con le maglie di Fiumicino e Ostia Mare), nella stagione 1987-88 approda al calcio a 5 giocando con il Poggio Verde. Rubei ha militato per sedici stagioni consecutive nella massima serie, vincendo quattro scudetti, cinque Coppe Italia e quattro Supercoppe; nella stagione 1993-94 ha vinto inoltre la classifica marcatori della Serie A. Dotato di notevole longevità sportiva, superati i quarant'anni ha continuato a giocare nelle serie minori facendo la fortuna di numerose squadre romane. Nel giugno 2015 accetta la proposta della Futsal Isola, tornando a disputare il campionato di Serie A2 a 48 anni e ottenendo col club la promozione nella massima serie. Nel dicembre del 2016 fa ritorno alla Capitolina Marconi in Serie A2, dove chiude la carriera. Il 22 aprile 2017, al termine della gara di ritorno dei play-out contro il Bubi Merano, conclusasi con un pareggio che condanna alla retrocessione i romani, Rubei annuncia il suo ritiro. Nella stagione 2020-2021, però, all'età di 53 e soprattutto dopo 3 anni di inattività, Rubei annuncia di voler riaccendere i motori e firma con la squadra romana dell'Atletico Grande Impero, che milita nel campionato di Serie C1 laziale. Dopo 2 stagioni, Rubei e il Grande Impero riescono nel salto di categoria e la squadra approda in Serie B. Per il giocatore romano è il ritorno in un campionato nazionale dopo 5 anni e all'età record di 55 anni.

### Nazionale
Con 97 reti realizzate, Rubei è il miglior marcatore di sempre della nazionale italiana con la cui maglia ha giocato per oltre 15 anni raccogliendo 89 presenze totali. Ha preso parte al campionato mondiale 1992 in cui gli azzurri sono stati eliminati al primo turno della manifestazione per mano dei Paesi Bassi e dell'Iran. Sempre con la nazionale ha disputato due fasi finali dello UEFA Futsal Championship (1999 e 2001); il miglior risultato raggiunto da Rubei è quello raggiunto nel 1999 che gli valse la medaglia di bronzo. Dopo alcuni anni di assenza, nel novembre del 2006 viene nuovamente convocato in Nazionale per l'amichevole giocata a Chieti contro la Croazia. In quella che sarà la sua ultima apparizione, Rubei scavalca Massimo Quattrini fermo a 88 presenze in maglia azzurra.

## Palmarès

### Club
- Campionato italiano: 4

Torrino: 1992-93, 1993-94
Torino: 1998-99
Prato: 2002-03
- Coppa Italia: 5

Torrino: 1992-93, 1993-94, 1994-95
Prato: 2003-04
Nepi: 2004-05
- Supercoppa italiana: 4

Torino: 1997, 1998
Prato: 2002, 2003
- Campionato di Serie A2: 1

Isola: 2015-16

### Individuale
- Capocannoniere della Serie A: 1

Torrino: 1993-94